# Stade de Creac'h Gwen
Le stade de Creac'h Gwen est un stade omnisports situé à Quimper dans le département du Finistère.
Cette enceinte, inaugurée en 1988 et réinaugurée en 2016, compte actuellement 2 355 places, ses clubs résidents sont le Rugby Club Quimpérois (Honneur), les Kelted Quimper (Football Américain), l'US Quimper (Régional 2) et le Kerne FG (Football Gaélique, Championnat de France).

## Histoire du stade

### Création du Complexe sportif de Creac'h Gwen
Au début des années 80, la ville de Quimper a comme projet la construction d'une zone économique et sportive, le projet comporte la construction d'un étang artificiel, de 3 terrains de football en herbe, 2 terrains stabilisé, une piste de BMX, de plusieurs terrains de tennis ainsi qu'une boucle piétonne de 2 km. La construction du complexe commence en 1983 et se termine cinq ans plus tard en 1988. A son inauguration, le stade était un terrain de football, il comportait aucune tribune, une pelouse en herbe et un parking. En 1997, un bâtiment est construit à côté du terrain et le parking est refait à neuf. 

### Construction d'un nouveau stade
En 2009, lors d'un projet de modernisation du complexe, le terrain est choisi par la ville pour accueillir le nouveau stade de Creac'h Gwen. Le projet de nouveau stade comporte la construction d'une tribune de 355 places évolutive, la pose d'une pelouse synthétique, l'accessibilité du terrain et des vestiaires aux personnes à mobilité réduite. En 2011, les bâtiments proches du terrain sont rachetés par la ville et détruits. En 2013, la construction de la tribune de 355 places commence et se termine en 2015 avec l'installation cette année là du terrain synthétique, des mains courantes, du panneau d'affichage des scores, des projecteurs et de la pose des 355 sièges de la tribune. Le 13 avril 2016, le nouveau stade de Creac'h Gwen est inauguré par Ludovic Jolivet, maire de la ville de 2014 à 2020. Depuis son inauguration en 2016, le stade accueille chaque année, le tournoi élite Quimper Kerfeunteun FC. En 2017, le stade a accueilli 6 matchs de l'Euro U18 de Rugby à XV.

## Championnat d'Europe de Rugby à XV des moins de 18 ans 2017
Six matchs du Championnat ont lieu au stade de Creac'h Gwen
| Date          | Heure   | Équipe 1   | Résultat | Équipe 2 | Tour              | Affluence |
| ------------- | ------- | ---------- | -------- | -------- | ----------------- | --------- |
| 7 avril 2017  | 18 h 15 | États-Unis | 5 - 26   | Portugal | Quart de finale   | ?         |
| 7 avril 2017  | 20 h 20 | France     | 36 - 9   | Espagne  | Quart de finale   | 1 000     |
| 11 avril 2017 | 18 h    | Russie     | 27 - 14  | Roumanie | Trophée 1 à 4     | ?         |
| 11 avril 2017 | 20 h 30 | Allemagne  | 15 - 29  | Pays-Bas | Trophée 1 à 4     | ?         |
| 15 avril 2017 | 10 h 50 | États-Unis | 12 - 13  | Canada   | Championnat 5 à 8 | ?         |
| 15 avril 2017 | 12 h 50 | Espagne    | 55 - 7   | Belgique | Championnat 5 à 8 | ?         |

### Autres références
1. ↑  « LE QUIMPER ITALIA ET L'US QUIMPER UNISSENT LEURS FORCES » (consulté le 22 août 2022)